# Direito divino dos reis

Luís XIV, o rei-sol

O direito divino dos reis é uma doutrina política e religiosa segundo a qual o poder dos reis tem como fundamento a vontade de Deus.
No Ocidente cristão, a doutrina denvolveu-se a partir do cesaropapismo bizantino e consolidou-se na França durante o Antigo Regime, e também na Inglaterra, com base na crença de que o monarca reina por vontade de Deus — e não pela vontade de seus súbditos ou do parlamento ou da aristocracia ou de qualquer entidade terrena. 
A Reforma Protestante não modificou necessariamente essa doutrina, onde ela era adotada. Apenas destacou uma das suas consequências: o monarca por direito divino deveria obedecer a Deus, sob pena de perder sua legitimidade.
Na atualidade, a doutrina do direito divino subsiste em estados teocráticos. No Vaticano, justifica o poder do Papa. Nos califados, as concepções derivadas do Corão sobre fusão dos papéis espirituais e temporais — concentrados nas mãos do califa — também resultam em regimes legitimados pelo direito divino. No Japão, país conhecido como o império do sol nascente, o imperador é considerado como descendente da deusa Amaterasu, deusa xintoísta do sol, sendo que o disco solar está presente na bandeira do país.

## Concepções pré-cristãs

### Zoroastrimo
Khvarenah é um conceito central no zoroastrismo, representando a glória e o direito divino dos reis no mundo iraniano. Derivado do persa antigo, Khvarenah é mais do que simplesmente poder terreno; é a manifestação da vontade divina que determina o sucesso e a legitimidade dos governantes. Na tradição zoroastriana, os reis são vistos como governantes justos e divinamente favorecidos apenas quando Khvarenah está com eles. Esta crença reflete uma visão fundamental de que o poder secular está intrinsecamente ligado à proteção e orientação divina.
Um exemplo notável desse conceito pode ser encontrado na narrativa do confronto entre Ardashir I da Pérsia e Artabano V da Pártia pelo trono do Irã. Segundo relatos, durante a batalha, um enorme aríete aparece, seguindo Ardashir. Este evento é interpretado pelos conselheiros religiosos como a manifestação de Khvarenah, que está abandonando Artabano e se unindo a Ardashir. Esta história ilustra vividamente a crença de que o sucesso político e a legitimidade do governo estão diretamente ligados à presença de Khvarenah. 
Em essência, Khvarenah é mais do que apenas um símbolo de poder; é uma força transcendental que conecta os reis ao divino e sustenta sua autoridade. Essa compreensão do poder régio é central para a cosmovisão zoroastriana, refletindo a crença na interdependência entre o mundo terreno e o divino. 

### Império Romano
O culto imperial da Roma antiga identificava os imperadores romanos e alguns membros de suas famílias com a autoridade "divinamente sancionada" (auctoritas) do Estado Romano. A instituoção oficial de culto a um imperador vivo reconhecia o seu cargo e governo como divinamente aprovados e constitucionais: o seu Principado deveria, portanto, demonstrar um respeito piedoso pelas divindades e costumes republicanos tradicionais. Muitos dos ritos, práticas e distinções de status que caracterizavam o culto aos imperadores foram perpetuados na teologia e na política do Império Cristianizado. 
O conceito do "direito divino dos reis" em Roma é uma ideia complexa que evoluiu ao longo do tempo, refletindo as mudanças políticas, sociais e religiosas na sociedade romana. Embora seja frequentemente associado ao absolutismo monárquico na Europa medieval, suas raízes em Roma remontam à antiguidade. Na Roma Antiga, a religião desempenhava um papel fundamental na política e na sociedade. Os romanos acreditavam que sua cidade era protegida por uma série de divindades, e os líderes políticos muitas vezes invocavam a vontade dos deuses para justificar sua autoridade. Um exemplo disso é o conceito de "augúrio", no qual os augures, sacerdotes especializados, interpretavam os sinais divinos para orientar as decisões políticas. 
Além disso, os imperadores romanos frequentemente buscavam legitimar seu governo através de conexões com a divindade. O título de "Augusto", por exemplo, foi adotado por imperadores como Júlio César e Augusto para denotar sua relação especial com os deuses. Eles eram frequentemente adorados como divindades em vida e divinizados após a morte. O culto imperial, no qual os imperadores eram venerados como deuses, também contribuiu para a ideia do direito divino dos reis em Roma. Os imperadores usavam sua posição como "pontífices máximos" para reforçar sua autoridade religiosa e política, apresentando-se como mediadores entre os deuses e o povo. 
No entanto, é importante notar que a ideia do direito divino dos reis em Roma não era absoluta. A autoridade dos imperadores dependia da sua habilidade para manter o apoio político e militar, e a religião era apenas um aspecto da sua legitimidade. Além disso, as instituições republicanas romanas, embora gradualmente substituídas pelo governo imperial, ainda mantinham alguma influência na política romana. 

### Judaísmo
No judaísmo, a questão da realeza tem sido objeto de debate e controvérsia, com várias correntes de pensamento. Embora textos antigos, como Deuteronômio 17:14-15, reconheçam a possibilidade de ter um rei, a tradição rabínica historicamente questionou a legitimidade dessa instituição. Essa ambiguidade é evidente em textos como 1 Samuel 8 e 12, que descrevem a disputa pela realeza em Israel. Maimônides, uma figura significativa no judaísmo rabínico, contribuiu para esse debate. Ele concluiu que o judaísmo apoia a monarquia, citando a obrigação dos israelitas de designar um rei ao entrar na terra de Israel, conforme descrito em 1 Samuel 8. No entanto, mesmo com essa afirmação, a questão da legitimidade divina da realeza continuou a ser discutida. 
Os argumentos rabínicos sobre o assunto variam. Alguns defendem que a nomeação de um rei é uma escolha do povo, refletindo sua vontade coletiva, enquanto outros argumentam que o rei é um emissário divino, escolhido por Deus por meio da vontade do povo. Essas interpretações divergentes refletem as complexidades e nuances dentro do judaísmo em relação à autoridade política. A bênção especial recitada ao ver um monarca reflete a crença na importância da autoridade real, mas também reconhece a limitação humana do poder, destacando que mesmo os governantes são parte da criação divina. Essa bênção destaca a dualidade da realeza judaica: uma instituição terrena sujeita à vontade divina. 

## Concepções europeias
O surgimento das armas de fogo, dos estados-nação e da Reforma Protestante no final do século XVI desencadeou uma reavaliação significativa da autoridade política e religiosa na Europa. Nesse contexto, a teoria do direito divino ganhou destaque como uma justificativa para a autoridade absoluta dos reis, especialmente em questões políticas e espirituais. Henrique VIII da Inglaterra é um exemplo marcante desse fenômeno. Ao romper com a autoridade papal e declarar-se o Chefe Supremo da Igreja da Inglaterra, ele consolidou o poder do trono e exerceu uma autoridade sem precedentes. Esta abordagem foi adotada e ampliada por monarcas posteriores, como Jaime I da Inglaterra e Luís XIV da França, que promoveram fortemente a teoria do direito divino durante seus reinados. 
A teoria do direito divino argumentava que os monarcas governavam com a autoridade direta de Deus, conferindo-lhes um poder absoluto sobre seus súditos. Essa ideia era polêmica e suscitava debates intensos, especialmente entre aqueles que advogavam por formas de resistência política ou religiosa. Os absolutistas defendiam essa teoria como uma forma de fortalecer o poder real e proteger o estado contra a anarquia e as ameaças à ordem social. Eles acreditavam que o poder do monarca era necessário para garantir a estabilidade e a segurança do reino, rejeitando as ideias de resistência política propostas por teóricos contrários. 
Embora o conceito de direito divino tenha raízes no antigo cristianismo, sua aplicação e ênfase aumentaram significativamente durante o período em questão. Ele exagerou a ideia de que o direito de governar era ungido por Deus, refletindo um retorno a visões mais autoritárias do governo que eram comuns em algumas tradições pagãs antigas. No contexto da Reforma Protestante, especialmente, o retorno à autoridade absoluta dos reis foi percebido por alguns como uma regressão em relação aos avanços alcançados na separação entre poder temporal e espiritual, como estabelecido pela doutrina das duas espadas na tradição católica romana. O advento do protestantismo viu uma espécie de retorno a ideias de um monarca como um déspota incontestável, o que gerou tensões significativas em muitas partes da Europa. 

### Contexto bíblico
A noção cristã de um direito divino dos reis remonta a uma história encontrada em 1 Samuel , onde o profeta Samuel unge Saul e depois Davi como Messias ("ungido") - rei sobre Israel. Nas tradições judaicas, a falta de uma liderança divina representada por um rei ungido, começando logo após a morte de Josué , deixou o povo de Israel vulnerável, e a promessa da "terra prometida" não foi totalmente cumprida até que um rei fosse ungido. por um profeta em nome de Deus. 
O efeito da unção foi que o monarca se tornou inviolável, de modo que mesmo quando Saul tentou matar Davi, Davi não levantou a mão contra ele porque "ele era o ungido do Senhor". Erguer a mão para um rei era, portanto, considerado tão sacrilégio quanto levantar a mão contra Deus e era considerado uma blasfêmia. Em essência, o rei ocupava o lugar de Deus e nunca deveria ser desafiado “sem que o desafiante fosse acusado de blasfêmia” – exceto por um profeta, que sob o cristianismo foi substituído pela igreja. 

### Períodos medievais
Fora do Cristianismo, é comum encontrar a crença de que os reis governavam com o apoio de poderes celestiais. Em muitas culturas e religiões ao redor do mundo, os monarcas eram vistos como tendo sido escolhidos ou ungidos pelos deuses, e sua autoridade era frequentemente legitimada por essa conexão divina. Em civilizações antigas, como o Egito, Mesopotâmia e China, os reis eram frequentemente considerados como intermediários entre os deuses e os mortais. Suas ações eram vistas como tendo repercussões tanto no mundo terreno quanto no divino, e eles eram responsáveis por manter a ordem cósmica através de rituais e práticas religiosas. 
Da mesma forma, em culturas africanas, indígenas americanas e outras tradições religiosas ao redor do mundo, os líderes políticos frequentemente eram vistos como tendo uma conexão especial com o divino. Eles recebiam autoridade e orientação dos espíritos, ancestrais ou divindades, e essa conexão era considerada fundamental para sua legitimidade e sucesso como governantes. Essa ideia de governantes apoiados por poderes celestiais não se limita a uma única tradição cultural ou religiosa, mas é uma característica comum em muitas sociedades ao longo da história. Ela reflete a profunda interação entre o poder político e o religioso, onde a autoridade terrena é frequentemente vista como derivada ou sancionada pelo divino. 

#### Baixa Idade Média
Embora o Império Romano posterior tenha desenvolvido o conceito europeu de um regente divino na Antiguidade Tardia, Adomnan de Iona fornece um dos primeiros exemplos escritos de um conceito medieval ocidental de reis governando com direito divino. Ele escreveu sobre o assassinato do rei irlandês Diarmait mac Cerbaill e afirmou que o castigo divino recaiu sobre seu assassino pelo ato de violar o monarca.  
Adomnano registrou uma história intrigante sobre São Columba, na qual ele é visitado por um anjo carregando um livro de vidro. O anjo instrui Columba a ordenar Aedan mac Gabrain como Rei de Dal Riata. Inicialmente, Columba reluta, mas o anjo o adverte, chicoteando-o e insistindo que ele realize a ordenação porque Deus assim ordenou. Esta visita do anjo ocorreu por três noites consecutivas, até que Columba finalmente concordou em realizar a ordenação. Quando Aedan veio receber a ordenação, Columba lhe fez uma profecia solene: enquanto ele obedecesse às leis de Deus, nenhum de seus inimigos prevaleceria contra ele. No entanto, se ele quebrasse essas leis, essa proteção divina terminaria, e o mesmo chicote com o qual Columba havia sido castigado seria voltado contra o rei. Essa história ilustra não apenas a intervenção divina na política, mas também a responsabilidade e as consequências associadas ao exercício do poder real. 
Os escritos de Adomnan provavelmente influenciaram outros escritores irlandeses, que por sua vez influenciaram também as ideias continentais. A coroação de Pepino, o Breve, também pode ter vindo da mesma influência.  O Império Bizantino pode ser visto como o progenitor deste conceito (que começou com Constantino I ). Isto, por sua vez, inspirou a dinastia carolíngia e os Sacro Imperadores Romanos , cujo impacto duradouro na Europa Ocidental e Central inspirou ainda mais todas as ideias ocidentais subsequentes de realeza. 

#### Alta Idade Média
Na Idade Média , a ideia de que Deus havia concedido certos poderes terrenos ao monarca, assim como havia dado autoridade e poder espiritual à igreja, especialmente ao Papa, já era um conceito bem conhecido muito antes de escritores posteriores cunharem o termo "direito divino dos reis" e o empregou como teoria na ciência política. No entanto, a linha divisória entre autoridade e poder foi objeto de controvérsia frequente: nomeadamente na Inglaterra com o assassinato do Arcebispo Thomas Beckett (1170). Por exemplo, Ricardo I da Inglaterra declarou em seu julgamento durante a dieta de Speyer em 1193: "Nasci em uma posição que não reconhece nenhum superior senão Deus, a quem sou responsável por minhas ações ", e foi Ricardo quem primeiro usou o lema "Dieu et mon droit" ("Deus e meu direito") que ainda é o lema do Monarca do Reino Unido. 

Tomás de Aquino tolerou o tiranicídio extralegal nas piores circunstâncias:
Quando não há recurso a um superior por quem possa ser feito um julgamento sobre um invasor, então aquele que mata um tirano para libertar a sua pátria é [ser] elogiado e recebe uma recompensa. Tomás de Aquino. 
Por outro lado, Tomás de Aquino proibiu a derrubada de qualquer rei moral, cristão e espiritualmente legítimo por seus súditos. O único poder humano capaz de depor o rei foi o papa. O raciocínio era que, se um súdito pudesse derrubar seu superior por causa de alguma lei ruim, quem deveria julgar se a lei era ruim? Se o sujeito pudesse julgar assim o seu próprio superior, então toda a autoridade superior legal poderia ser legalmente derrubada pelo julgamento arbitrário de um inferior, e assim toda a lei estaria sob constante ameaça. De acordo com João de Paris, os reis tinham as suas jurisdições e os bispos (e o papa) as suas, mas os reis derivavam a sua jurisdição temporal suprema e não absoluta do consentimento popular. 

### Final da Idade Média e Renascença
No final da Idade Média, muitos filósofos, como Nicolau de Cusa e Francisco Suárez , propuseram teorias semelhantes. A Igreja era a garantia final de que os reis cristãos seguiriam as leis e tradições constitucionais dos seus antepassados e as leis de Deus e da justiça.  A teoria do Dominium do teólogo inglês radical John Wycliffe significava que os ferimentos infligidos a alguém pessoalmente por um rei deveriam nascer submissos, uma ideia convencional, mas que os ferimentos de um rei contra Deus deveriam ser resistidos pacientemente até a morte; reis e papas gravemente pecadores perderam o seu direito (divino) à obediência e propriedade, embora a ordem política devesse ser mantida.  Versões mais agressivas disso foram adotadas pelos lolardos e hussitas. Para Erasmo de Rotterdam foi o consentimento do povo que dá e tira "o manto" real,  não um mandato divino imutável. 

### O papel do sacerdote e o papel do governante
Na cultura judaico-cristã ocidental, os papéis do sacerdote/profeta e do governante são distintos, mas complementares, e sua interação tem sido fundamental ao longo da história.  Os sacerdotes e profetas têm papéis religiosos e espirituais significativos. Eles são encarregados de interpretar a vontade de Deus, transmitir ensinamentos religiosos e conduzir rituais sagrados. Os sacerdotes são responsáveis por administrar os rituais religiosos, oferecer sacrifícios e interceder em nome do povo perante Deus. Eles representam a conexão entre o divino e o humano no contexto religioso. Os profetas, por sua vez, são mensageiros de Deus que frequentemente trazem revelações, exortações e advertências ao povo e aos governantes. Eles são chamados a denunciar injustiças, corrigir desvios morais e chamar o povo ao arrependimento e à retidão. Tanto sacerdotes quanto profetas desempenham um papel crítico na orientação espiritual e ética da sociedade, mantendo o foco na vontade divina e na moralidade. 
O governante, seja rei ou líder político, tem autoridade temporal e é responsável pela governança do povo, administração da justiça e proteção do território. Embora possa ser visto como investido de autoridade divina, especialmente no contexto do direito divino dos reis, o governante não é considerado automaticamente como a voz de Deus. Ele é um ser humano sujeito a falhas e pecados, e sua autoridade é limitada pela vontade e pelas leis de Deus. Os governantes são chamados a governar com justiça, piedade e sabedoria, seguindo os princípios morais e éticos delineados pela religião. 
A interação entre esses papéis é fundamental na cultura judaico-cristã ocidental. Os sacerdotes e profetas desafiam os governantes a agirem de acordo com a vontade de Deus e a respeitarem os princípios éticos e morais, enquanto os governantes são chamados a ouvir e respeitar a orientação religiosa e espiritual. Essa relação influenciou toda a história do mundo ocidental, moldando não apenas as estruturas de poder político e religioso, mas também os valores, normas e ideais que fundamentam a sociedade. Ela proporcionou um sistema de freios e contrapesos, onde o poder do governante é moderado e direcionado pela autoridade moral e espiritual dos sacerdotes e profetas, contribuindo para a busca de uma sociedade justa, compassiva e comprometida com os princípios divinos. 
A cisão entre autoridade religiosa e política nas sociedades ocidentais pode ser atribuída a uma série de fatores históricos, culturais, sociais e políticos que ocorreram ao longo do tempo. No decorrer da história, surgiram conflitos de interesse entre as instituições religiosas e os governantes políticos. A luta pelo poder e influência muitas vezes levou a tensões entre autoridades religiosas e seculares. Com o desenvolvimento do Estado nacional, houve uma busca por centralização do poder político e pela unificação do território sob uma única autoridade. Isso levou a uma separação gradual entre as esferas religiosa e política, com o Estado reivindicando autonomia em assuntos políticos e legais. Movimentos como a Reforma Protestante questionaram a autoridade e a influência da Igreja Católica Romana, levando a uma fragmentação do poder religioso e a uma diversificação das crenças religiosas. Isso enfraqueceu o poder político da igreja e contribuiu para a separação entre religião e política em algumas sociedades. 
O Iluminismo promoveu ideias de racionalismo, liberdade individual e separação entre religião e governo. Filósofos como John Locke e Voltaire argumentaram a favor da tolerância religiosa e da separação entre igreja e Estado, influenciando o desenvolvimento das sociedades ocidentais modernas. O conceito de Estado secular, no qual o governo é neutro em relação a questões religiosas e trata todas as religiões de forma igual, tornou-se cada vez mais predominante nas sociedades ocidentais. Isso resultou na separação institucional entre a igreja e o Estado. 
Mudanças sociais, científicas e culturais desafiaram a autoridade e a legitimidade das instituições religiosas. O crescimento da ciência, a secularização da sociedade e a pluralidade de crenças religiosas contribuíram para enfraquecer a influência da religião sobre os assuntos políticos. Esses fatores, entre outros, contribuíram para a cisão entre autoridade religiosa e política nas sociedades ocidentais, levando ao desenvolvimento de Estados seculares onde a religião é uma questão pessoal e separada das estruturas de governo e legislação. 

### Limites ao Poder dos Reis no Catolicismo
Na jurisprudência católica romana, a posição do monarca é sempre subordinada às leis naturais e divinas, consideradas superiores ao poder do monarca. A possibilidade de uma monarquia deteriorar moralmente, violar a lei natural e se tornar uma tirania opressiva do bem-estar geral foi abordada teologicamente com o conceito da superioridade espiritual do Papa. Não existe um "conceito católico de tiranicídio extralegal", como alguns erroneamente supõem, sendo expressamente condenado por São Tomás de Aquino em seu De Regno. 
O pensamento católico justifica a submissão limitada à monarquia por meio de várias referências:
1. O Antigo Testamento, onde Deus escolheu reis para governar Israel, como Saul, que foi posteriormente rejeitado por Deus em favor de Davi, cuja dinastia continuou até o cativeiro babilônico.
2. O Novo Testamento, onde o primeiro papa, Pedro, ordena que todos os cristãos honrem o imperador romano, mesmo quando era um imperador pagão. Paulo também concorda com Pedro, afirmando que as autoridades governamentais são designadas por Deus e devem ser obedecidas, conforme sua Epístola aos Romanos. Jesus Cristo também instrui a dar a César o que é de César, referindo-se ao pagamento de impostos como uma obrigação dos cidadãos.
3. O endosso pelos papas e pela igreja da linhagem de imperadores, começando com Constantino e Teodósio, e continuando com os sacros imperadores romanos católicos, como Carlos Magno e seus sucessores. 
Essas referências bíblicas e históricas fundamentam a justificação teológica para a submissão à autoridade monárquica, ao mesmo tempo em que afirmam a primazia das leis divinas sobre a autoridade temporal. Essa abordagem influenciou significativamente a relação entre a autoridade religiosa e política na cultura e na história do mundo ocidental. 

### Concepções do período da Reforma
O direito divino dos reis, ou teoria da realeza do direito divino, é uma doutrina política e religiosa de legitimidade real e política. Afirma que um monarca não está sujeito a nenhuma autoridade terrena, derivando o seu direito de governar diretamente da vontade de Deus. O rei, portanto, não está sujeito à vontade de seu povo, da aristocracia ou de qualquer outro estado do reino, incluindo (na opinião de alguns, especialmente nos países protestantes) a igreja. Uma forma mais fraca ou mais moderada desta teoria política sustenta, contudo, que o rei está sujeito à Igreja e ao papa, embora seja completamente irrepreensível em outros aspectos; mas de acordo com esta doutrina em sua forma forte, somente Deus pode julgar um rei injusto. A doutrina implica que qualquer tentativa de depor o rei ou de restringir os seus poderes é contrária à vontade de Deus e pode constituir um ato sacrílego. 

#### Escócia
Os livros escoceses sobre o direito divino dos reis foram escritos em 1597-1598 por Jaime VI da Escócia. Seu Basilikon Doron , um manual sobre os poderes de um rei, foi escrito para instruir seu filho de quatro anos, Henrique Frederico, de que um rei "se reconhece ordenado para seu povo, tendo recebido de Deus um fardo de governo, do qual ele deve ser contável". A concepção de ordenação trouxe consigo paralelos em grande parte tácitos com o sacerdócio anglicano e católico , mas a metáfora predominante no ' Basikon Doron ' de Jaime VI foi a da relação de um pai com seus filhos. “Assim como nenhuma má conduta por parte de um pai pode libertar seus filhos da obediência ao quinto mandamento .”  

#### Britânico
Jaime, depois de se tornar Jaime I da Inglaterra, também imprimiu sua Defesa do Direito dos Reis diante das teorias inglesas de direitos populares e clericais inalienáveis. Ele baseou suas teorias, em parte, em sua compreensão da Bíblia, conforme observado pela seguinte citação de um discurso ao parlamento proferido em 1610 como Jaime I da Inglaterra:
O estado de monarquia é a coisa mais suprema na terra, pois os reis não são apenas tenentes de Deus na terra e sentam-se no trono de Deus, mas até mesmo pelo próprio Deus, eles são chamados de deuses. Existem três [comparações] principais que ilustram o estado da monarquia: uma tirada da palavra de Deus e as outras duas dos fundamentos da política e da filosofia. Nas Escrituras, os reis são chamados de deuses e, portanto, seu poder após uma certa relação é comparado ao poder Divino. Os reis também são comparados aos pais de família; pois um rei é verdadeiro parens patriae [pai do país], o pai político de seu povo. E por último, os reis são comparados à cabeça deste microcosmo do corpo do homem. 
A referência de Tiago aos “tenentes de Deus” é aparentemente uma referência ao texto de Romanos 13, onde Paulo se refere aos “ministros de Deus”.
(1) Que toda alma esteja sujeita aos poderes superiores. Pois não há poder que não venha de Deus: os poderes constituídos são ordenados por Deus. (2) Todo aquele, portanto, resiste ao poder, resiste à ordenação de Deus: e aqueles que resistem receberão para si mesmos a condenação. (3) Pois os governantes não são um terror para as boas obras, mas para as más. Não terás então medo do poder? faça o que é bom, e você será louvado pelo mesmo: (4) Pois ele é o ministro de Deus para você para o bem. Mas se você fizer o que é mau, tenha medo; porque ele não empunha a espada em vão; pois ele é ministro de Deus, um vingador para executar a ira contra aquele que pratica o mal. (5) Portanto, deveis estar sujeitos, não apenas por causa da ira, mas também por causa da consciência. (6) Por esta causa também pagais tributos: porque eles são ministros de Deus, atendendo continuamente a isso mesmo. (7) Prestar, portanto, a todos o que lhes é devido: tributo a quem o tributo é devido; costume para quem costume; medo a quem teme; honra a quem honra.  

##### Conflação cerimonial
A "conflação cerimonial" refere-se a um elemento simbólico dentro da cerimônia de coroação dos monarcas britânicos, na qual são ungidos com óleos sagrados pelo Arcebispo de Cantuária, simbolizando sua ordenação à monarquia. Esta prática perpetua antigas ideias monárquicas e cerimoniais derivadas da tradição católica romana, embora poucos protestantes percebam essa conexão. A cerimônia britânica é amplamente baseada na Coroação do Sacro Imperador Romano. No entanto, no contexto do Reino Unido, o simbolismo religioso da coroação é apenas uma parte cerimonial, já que a verdadeira autoridade governante do monarca foi substancialmente limitada pela revolução Whig de 1688-89, também conhecida como Revolução Gloriosa. Desde então, o poder do monarca foi significativamente reduzido em favor do Parlamento e do sistema constitucional. 
É interessante notar que, na Inglaterra, as vestimentas sacerdotais, como a dalmática, a alva e a estola, continuaram a ser usadas pelo soberano durante a coroação, apesar de serem geralmente descartadas pelo clero. Isso demonstra a continuidade simbólica entre a autoridade religiosa e secular, embora o monarca britânico não derive sua autoridade de uma fonte religiosa, mas sim de um direito hereditário. Mesmo em monarquias católicas romanas, como a França sob Luís XIV, a coroação pelo arcebispo não era considerada como parte do título para reinar, mas sim uma cerimônia de consagração simbólica do soberano. Assim, a coroação e a unção eram vistas como símbolos externos de uma graça divina atribuída ao monarca por direito de nascimento, em vez de uma investidura direta de autoridade religiosa. Phillip, Walter Alison (1911). "King § Divine Right of Kings". In Chisholm, Hugh (ed.). Encyclopædia Britannica. Vol. 15 (11th ed.). Cambridge University Press. p. 806.

#### Francês
O prelado francês Jacques-Bénigne Bossuet fez uma declaração clássica da doutrina do direito divino em um sermão pregado perante o rei Luís XIV: 
Os reis reinam por Mim, diz a Sabedoria Eterna: “ Per me reges regnant ” [em latim]; e disso devemos concluir não apenas que os direitos da realeza são estabelecidos por suas leis, mas também que a escolha de pessoas [para ocupar o trono] é um efeito de sua providência. 
Os nobres e o clero huguenote francês, tendo rejeitado o papa e a Igreja Católica, ficaram apenas com o poder supremo do rei que, ensinavam, não podia ser contestado ou julgado por ninguém. Como não havia mais o poder compensatório do papado e como a Igreja da Inglaterra era uma criatura do Estado e se tornou subserviente a ele, isso significava que não havia nada para regular os poderes do rei, e ele se tornou um poder absoluto.  Em teoria, as leis divina , natural , consuetudinária e constitucional ainda dominavam o rei, mas, na ausência de um poder espiritual superior, era difícil ver como poderiam ser aplicadas, uma vez que o rei não poderia ser julgado por nenhum dos seus próprios tribunais.  

#### Alemanha
Uma passagem nas Escrituras que apoia a ideia do direito divino dos reis foi usada por Martinho Lutero , ao instar as autoridades seculares a esmagar a rebelião camponesa de 1525 na Alemanha em seu livro Contra as hordas assassinas e ladrões de camponeses , baseando seu argumento na Epístola de Paulo aos Romanos.  Está relacionado com as antigas filosofias católicas sobre a monarquia, nas quais o monarca é o vice-regente de Deus na terra e, portanto, não está sujeito a nenhum poder inferior.  

#### Protestantismo
Antes da Reforma, o rei ungido era, dentro de seu reino, o vigário credenciado de Deus para propósitos seculares (ver a Controvérsia das Investiduras ); após a Reforma, ele (ou ela, se a rainha reinante ) também se tornou assim nos estados protestantes para fins religiosos.  

### Oposição
No século XVI, tanto pensadores políticos católicos como protestantes desafiaram a ideia do "direito divino" de um monarca.

#### Católico
O historiador católico espanhol Juan de Mariana apresentou um argumento notável em seu livro "De rege et regis Institutione" (1598), desafiando as teorias tradicionais do direito divino dos reis. Mariana argumentou que, uma vez que a sociedade foi formada por meio de um "pacto" entre todos os seus membros, os cidadãos têm o direito e a capacidade de convocar um rei para prestar contas. Ele sugeriu que, em certas circunstâncias, o tiranicídio - o assassinato de um governante tirânico - poderia ser justificado como um meio legítimo de proteger o bem comum e preservar a ordem social. 
Essa abordagem representou uma ruptura significativa com a doutrina tradicional do direito divino dos reis, que sustentava que os monarcas governavam por vontade divina e eram responsáveis apenas perante Deus. Ao desafiar essa visão, Mariana defendeu a ideia de que o poder político derivava do consentimento dos governados e que os governantes poderiam ser responsabilizados e até mesmo depostos se violassem os direitos e interesses do povo. 
O cardeal Roberto Belarmino, outro proeminente teólogo católico da época, compartilhava da visão de Mariana em certa medida. Belarmino não acreditava que o instituto da monarquia tivesse uma sanção divina inerente e também concordava que houve momentos em que os católicos poderiam destituir legalmente um monarca, especialmente se ele agisse contra os interesses da fé católica ou do bem comum. Essas perspectivas desafiadoras contribuíram para um debate intelectual significativo sobre a natureza do poder político e a legitimidade do governo monárquico na época. Embora essas ideias não tenham sido amplamente aceitas na prática, elas influenciaram o desenvolvimento do pensamento político e contribuíram para a evolução das teorias sobre a soberania popular e os direitos do povo em relação ao governo. 

#### Protestante
Entre os grupos de exilados protestantes ingleses que fugiram durante o reinado da rainha Maria I, algumas das primeiras publicações antimonarquistas surgiram. Esse período de exílio e oposição ao governo de Maria I ajudaram a moldar o pensamento político de figuras proeminentes, como Ponet, Knox, Goodman e Hales. Quando Maria I, uma católica romana, sucedeu seu meio-irmão protestante, Eduardo VI, no trono inglês em 1553, ela iniciou esforços para restaurar o catolicismo romano. Isso incluiu a revogação das leis religiosas promulgadas durante o reinado de Eduardo VI e a aprovação de leis que reprimiam a heresia protestante. 
Durante esse período conturbado, Thomas Wyatt, o Jovem, liderou o que ficou conhecido como a Rebelião de Wyatt no início de 1554. John Ponet, um destacado eclesiástico entre os exilados, supostamente participou desse levante. Após a derrota da rebelião, Ponet escapou para Estrasburgo, onde, no ano seguinte, publicou "A Shorte Treatise of Politike Power". Nesta obra, Ponet apresentou uma teoria justificada de oposição aos governantes seculares, antecipando ideias posteriores sobre resistência legítima contra a tirania. 
O panfleto de Ponet, embora tenha sido publicado antes de outros escritos antimonarquistas mais conhecidos, não recebeu inicialmente a devida atenção. No entanto, foi republicado na véspera da execução do rei Carlos I, refletindo sua importância duradoura na discussão sobre o poder e a legitimidade do governo monárquico. Esses eventos e escritos contribuíram para o desenvolvimento do pensamento político na Inglaterra e influenciaram movimentos posteriores em direção à democracia e à limitação do poder monárquico. 

#### Iluminismo
Segundo o presidente dos EUA, John Adams, o trabalho de Ponet continha "todos os princípios essenciais da liberdade, que foram posteriormente ampliados por Sidney e Locke", incluindo a ideia de um governo de três braços. Com o tempo, a oposição ao direito divino dos reis veio de uma variedade de fontes influentes, contribuindo para o desenvolvimento do pensamento político e filosófico que fundamentou as noções modernas de governo e liberdade. Entre essas fontes, destaca-se o poeta John Milton, em seu panfleto "The Tenure of Kings and Magistrates", no qual argumentava que os reis deveriam ser responsabilizados perante o povo e que a tirania justificava a resistência armada. Além disso, Thomas Paine contribuiu significativamente com seu panfleto "Common Sense", onde defendia a independência das colônias americanas do domínio britânico e enfatizava os princípios democráticos e republicanos.  
Em 1700, um arcebispo anglicano estava preparado para afirmar que os reis detinham suas coroas apenas por meio da lei, e que a lei também poderia revogá-las. Esse posicionamento reflete uma mudança significativa na concepção do poder real, sugerindo que o monarca não era mais considerado como investido de autoridade divina inquestionável, mas sim sujeito às leis e limites legais.  Provavelmente as duas declarações mais famosas do direito à revolução contra a tirania na língua inglesa são o "Ensaio sobre o Verdadeiro Original, Extensão e Fim do Governo Civil", de John Locke, onde ele argumenta que o governo legítimo é baseado no consentimento dos governados e que o povo tem o direito de se rebelar contra um governo que viola seus direitos naturais, e a formulação de Thomas Jefferson na Declaração de Independência dos Estados Unidos, que proclama que "todos os homens são criados iguais" e têm direitos inalienáveis, incluindo vida, liberdade e busca da felicidade. Essas obras e declarações contribuíram para estabelecer os fundamentos teóricos e filosóficos do governo constitucional e da democracia moderna.  

### Expansão e declínio
Na Inglaterra, a doutrina do direito divino dos reis alcançou suas conclusões mais extremas durante as controvérsias políticas do século XVII, com Sir Robert Filmer sendo seu defensor mais proeminente. Essa doutrina tornou-se a questão central da Guerra Civil Inglesa, na qual os realistas defendiam que todos os reis, príncipes e governantes cristãos derivavam sua autoridade diretamente de Deus, enquanto os parlamentares argumentavam que essa autoridade era o resultado de um contrato, real ou implícito, entre soberano e povo. 
Essas duas visões representavam extremos opostos: no primeiro caso, o poder do rei seria considerado ilimitado, ou limitado apenas pelo seu próprio livre arbítrio, como expresso no famoso ditado erroneamente atribuído a Luís XIV: "L'état, c'est moi"; no segundo caso, as ações do rei seriam governadas pelo conselho e consentimento do povo, perante quem ele seria responsável em última instância. A vitória deste último princípio foi proclamada ao mundo pela execução de Carlos I. A doutrina do direito divino dos reis foi por algum tempo sustentada pela Igreja Anglicana durante a Restauração, mas sofreu um golpe significativo quando Jaime II tornou impossível ao clero obedecer tanto à sua consciência quanto ao seu rei. A Revolução Gloriosa de 1688 pôs fim a essa doutrina como uma grande força política na Inglaterra. Isso levou ao desenvolvimento constitucional da Coroa na Grã-Bretanha, sustentado por uma monarquia limitada e sujeita à ação parlamentar. Esse evento marcou um ponto de virada na história política britânica, estabelecendo as bases para o governo constitucional e parlamentar que influenciou profundamente o desenvolvimento político do país. 

### Tradição Ibérica e Brasileira Moderna
Na Era Moderna, especialmente na Espanha, Portugal e posteriormente no Brasil colonial, a noção de Direito Divino dos Reis foi fundamental para sustentar a autoridade monárquica. Essa doutrina, que tinha suas raízes na teologia política medieval, afirmava que os reis governavam por direito divino, ou seja, eram escolhidos e investidos no poder por vontade de Deus. Isso conferia aos monarcas uma autoridade suprema e inquestionável sobre seus súditos e territórios. 
Na Espanha, o conceito de Direito Divino dos Reis foi amplamente promovido pela monarquia espanhola, especialmente durante a época dos Habsburgos. Os reis espanhóis, como Carlos V e Felipe II, alegavam que sua autoridade era diretamente concedida por Deus, e que governavam em nome d'Ele. Essa ideia era reforçada pela forte influência da Igreja Católica na Espanha, que também apoiava a autoridade monárquica como parte da ordem divina estabelecida. Em Portugal, a doutrina do Direito Divino dos Reis também desempenhou um papel significativo na legitimação do poder monárquico. Os reis portugueses, particularmente durante a era dos descobrimentos e do império colonial, argumentavam que sua autoridade era de origem divina, justificando assim suas ações tanto no âmbito interno quanto nas expansões ultramarinas. 
No Brasil colonial, a ideia de Direito Divino dos Reis foi transferida pelos colonizadores portugueses. Os monarcas portugueses governavam sobre o Brasil como uma extensão de seu reino, e sua autoridade era considerada como derivada diretamente de Deus. Isso foi usado para justificar não apenas o domínio colonial sobre as terras e povos indígenas, mas também para manter a ordem social e política dentro da colônia. No entanto, é importante notar que a aplicação prática da doutrina do Direito Divino dos Reis variava de acordo com as circunstâncias políticas e sociais de cada período e região. Além disso, ao longo do tempo, a ascensão do pensamento iluminista e dos movimentos pela democracia e pela separação entre igreja e estado minaram gradualmente a legitimidade desse conceito, levando eventualmente ao declínio do poder monárquico absoluto na Europa e na América. 
Além da promoção do Direito Divino dos Reis, as monarquias ibéricas também buscaram consolidar seu poder através de outras estratégias, como alianças políticas, controle da Igreja e centralização administrativa. Na Espanha e Portugal, as alianças políticas entre a monarquia e a nobreza foram fundamentais para fortalecer o poder real. Os monarcas concediam privilégios e títulos aos nobres em troca de seu apoio político e militar. Essa relação de patronagem ajudou a centralizar o poder nas mãos da monarquia, ao mesmo tempo em que garantia a lealdade da nobreza. 
Além disso, as monarquias ibéricas exerciam um forte controle sobre a Igreja Católica, que desempenhava um papel importante na legitimação do poder régio. Os monarcas nomeavam bispos e arcebispos, controlavam as finanças da igreja e usavam sua influência para promover uma mensagem de apoio à autoridade monárquica. Isso fortalecia ainda mais a imagem do rei como governante escolhido por Deus. 
A centralização administrativa também foi uma estratégia-chave adotada pelas monarquias ibéricas. Os monarcas estabeleceram um sistema burocrático eficiente para governar seus vastos impérios, com a criação de conselhos reais, tribunais e instituições administrativas. Isso permitiu uma maior intervenção do estado na economia, na justiça e na política, fortalecendo o controle da monarquia sobre seus territórios. No entanto, apesar dos esforços para consolidar o poder régio, as monarquias ibéricas enfrentaram desafios internos e externos ao longo de sua história. A resistência da nobreza, as lutas pelo poder dentro da própria família real e as pressões externas de outros estados europeus foram alguns dos obstáculos enfrentados pelas monarquias espanhola e portuguesa. 
No Brasil colonial, a aplicação da doutrina do Direito Divino dos Reis foi acompanhada pela exploração dos recursos naturais e pela exploração da mão-de-obra escrava, especialmente nas plantações de cana-de-açúcar e nas minas de ouro. A administração colonial foi organizada para servir aos interesses econômicos da metrópole, com o monarca sendo o soberano supremo que legitimava essa estrutura de poder. 
No Brasil Império, a aplicação do Direito Divino dos Reis estava estreitamente ligada ao poder do imperador e à sua relação com a Igreja Católica. Como monarca constitucional, o imperador do Brasil detinha uma autoridade considerável, embora estivesse sujeito às leis e à Constituição do país. No entanto, a legitimidade do seu governo ainda estava enraizada na ideia de que ele governava por vontade divina, uma crença que remontava à tradição monárquica europeia. O imperador exercia poderes executivos, legislativos e judiciários, embora o sistema político do Brasil Império fosse marcado por um equilíbrio de poderes entre o monarca, o Parlamento (Assembleia Geral) e o Poder Moderador, este último conferido ao imperador para intervir em situações de crise e preservar a estabilidade do governo. 
Quanto à relação com a Igreja Católica, esta desempenhou um papel fundamental na sustentação do poder imperial. A Igreja Católica, como instituição, apoiava a autoridade monárquica como parte da ordem divina estabelecida. O imperador era visto como o representante terreno de Deus e, como tal, sua autoridade era justificada pela vontade divina. Essa ideia era amplamente difundida pela elite conservadora e pelos setores mais tradicionais da sociedade brasileira. Além disso, a Igreja desempenhou um papel importante na legitimação do poder imperial através de suas práticas e cerimônias. A coroação do imperador era uma ocasião altamente cerimonial e religiosa, na qual ele era ungido com óleos sagrados pelo arcebispo, reforçando simbolicamente sua autoridade divina. A religião também influenciava a moral e os valores da sociedade, ajudando a manter a estabilidade e coesão social sob o governo imperial. 
No entanto, é importante ressaltar que, ao longo do período do Brasil Império, houve momentos de tensão e conflito entre a Igreja e o Estado, especialmente em questões relacionadas ao controle da educação, propriedade de terras e interferência nas políticas governamentais. Esses conflitos refletiam não apenas divergências políticas e ideológicas, mas também mudanças sociais e culturais em curso na sociedade brasileira. 

## A teoria do poder dos reis
O poder dos reis é proveniente da doutrina política e religiosa do absolutismo político. Como um termo genérico utilizado pelas ideias que justificam a autoridade e a legitimidade de um monarca, a doutrina sustenta que um rei deriva seu direito de governar da vontade divina, e não de qualquer autoridade temporal, nem mesmo da vontade de seus súditos. Escolhido por Deus, um monarca é responsável apenas por ele, e só deve ser responsabilizado pelos seus atos perante Deus. A doutrina implica que a deposição do rei ou a limitação do seu poder e as prerrogativas da coroa são atos contrários à vontade divina. No entanto, a doutrina não é uma teoria política prática, mas sim um aglomerado de ideias. As limitações práticas colocaram limites muito consideráveis do poder político e de autoridade dos monarcas, e com as prescrições teóricas do direito divino raramente foi traduzido literalmente para o absolutismo total.
Essa teoria foi criada pelo bispo, teólogo francês Jacques Bossuet,  consolidando-se no transcorrer do século XVII. 
Frente aos poderes formidáveis dos barões feudais e do Papa, bem como os desafios impostos pela Reforma Protestante, vários pensadores europeus, de inclinação estatocrata, conceberam uma espécie de ‘terceira via’ entre o Império e o Papado. Defenderam uma teoria que afirmasse em caráter definitivo a autoridade e a legitimidade dos monarcas colocando-os acima da nobreza e do clero e dos protestantes.

### Doutrina dos dois corpos do Rei
A doutrina dos "dois corpos do rei" é uma teoria medieval que surgiu na Europa Ocidental durante a Idade Média, sendo desenvolvida principalmente pelo historiador jurídico alemão Ernst Kantorowicz em sua obra "Os Dois Corpos do Rei: Um Estudo na Teologia Política Medieval" (1957). Essa teoria explicava a dualidade de status do monarca, distinguindo entre seu corpo físico (corpo natural) e seu corpo espiritual (ou corpo místico). Esta doutrina era especialmente relevante durante os períodos em que a monarquia absoluta estava em ascensão. A ideia fundamental por trás da doutrina é que o rei, como indivíduo, possui um corpo físico mortal e finito, sujeito às mesmas fraquezas e limitações que qualquer ser humano. No entanto, além de seu corpo natural, o rei também é considerado como a encarnação do poder político e da autoridade soberana do Estado. Esse aspecto de sua persona é chamado de seu "corpo espiritual". 
A doutrina oferece uma justificativa teórica para o poder absoluto do monarca, sugerindo que ele é investido não apenas com autoridade terrena, mas também com uma dimensão transcendente e simbólica que o torna digno de governar. Ao separar a figura do rei de seu corpo físico, a doutrina sugere que o poder real transcende a mortalidade do indivíduo. Isso implica que, mesmo após a morte do monarca, o Estado e sua autoridade permanecem intactos, passando para o próximo monarca ou herdeiro. A distinção entre o corpo natural e o corpo espiritual do rei ajuda a estabelecer a ideia de que o monarca não está acima da lei, mas é a personificação da própria lei. Isso implica que o poder do rei está sujeito a limites e responsabilidades, mesmo que ele seja a fonte última de autoridade. A doutrina dos dois corpos do rei também contribui para a compreensão da soberania do Estado como uma entidade distinta dos indivíduos que o compõem. Isso fortalece a ideia de unidade política e coesão nacional em torno do monarca como símbolo da nação. 
A doutrina dos "dois corpos do rei" teve diversas consequências políticas e sociais significativas, e uma delas foi a possibilidade de contestação do poder real com base na autoridade do corpo espiritual do monarca.  Ao fornecer uma base teórica para a continuidade do Estado além da vida de um monarca específico, a doutrina contribuiu para a estabilidade política ao minimizar as crises de sucessão e transmitir a ideia de que o poder real permaneceria inabalável, independentemente das mudanças na liderança. Embora a doutrina tenha sido usada para fortalecer o poder dos monarcas, também impôs limites ao seu exercício. Ao separar o corpo natural do rei de seu corpo espiritual, ela implicava que o rei estava sujeito a leis e normas superiores, estabelecendo uma base para a ideia de que o poder do monarca não era absoluto e ilimitado.  
Apesar de ser uma ferramenta de legitimação, a doutrina também abriu espaço para desafios à autoridade do monarca. Alguns indivíduos ou grupos poderiam tentar questionar ou contestar o poder do rei com base na suposta autoridade do corpo espiritual. Isso poderia acontecer em situações de crise política, conflito religioso ou insatisfação popular.  A doutrina dos dois corpos do rei contribuiu para o desenvolvimento do pensamento político medieval e moderno, influenciando teóricos e pensadores a refletir sobre a natureza do poder, a legitimidade do governo e a relação entre o Estado e a religião. 
Durante a Revolução Gloriosa na Inglaterra, em 1688-1689, a doutrina dos dois corpos do rei desempenhou um papel significativo na contestação do poder monárquico e na legitimação da mudança de regime. Jaime II da Inglaterra, um monarca católico, enfrentou crescente oposição devido à sua religião e à sua política autoritária. Os opositores de Jaime argumentavam que seu "corpo político" estava em conflito com o "corpo espiritual" da nação, representado pela Igreja Anglicana estabelecida. A abdicação de Jaime II em 1688 foi justificada em parte pela crença de que ele havia falhado em personificar adequadamente o "corpo político" do rei, levando à sua deposição em favor de Guilherme de Orange e Maria II. 
Após a Revolução Gloriosa, o Parlamento inglês emitiu a Declaração de Direitos em 1689, que estabeleceu limites ao poder monárquico e reforçou a supremacia parlamentar. Essa declaração refletia a crença de que o monarca estava sujeito a leis e limitações, representando uma aplicação prática da doutrina dos dois corpos do rei ao estabelecer que o "corpo político" do rei estava sujeito às leis e à vontade do Parlamento.  Após a Revolução Gloriosa, os partidários de Jaime II e seus descendentes, conhecidos como os jacobitas, continuaram a reivindicar o trono em nome da linhagem Stuart. Essa reivindicação era baseada, em parte, na crença de que o "corpo espiritual" do rei Stuart permanecia legítimo, mesmo que o "corpo político" fosse removido do poder. Essa disputa dinástica prolongada reflete a influência contínua da doutrina dos dois corpos do rei na política britânica do século XVII e além. 

## Na França
O direito divino dos reis foi defendido por Jean Bodin (1530-1596), teórico político francês, influenciado pelo calvinismo. Segundo ele, os príncipes soberanos (os reis) eram designados por Deus para governarem os outros homens. Jacques Bossuet defendeu essa teoria para fundamentar o absolutismo de Luís XIV de França, mas foi na Inglaterra protestante que a teoria do direito divino dos reis encontrou a sua mais completa aplicação e fundamentação teológica e jurídico-política, com o rei Jaime VI da Escócia e I de Inglaterra.

## Na Inglaterra
A morte da rainha Isabel I de Inglaterra, em 1603, pôs fim à dinastia Tudor. O sucessor de Isabel foi Jaime I, rei da Escócia, filho de Maria da Escócia. Jaime I fora católico por influência da mãe, mas tornara-se calvinista e puritano no trono da Escócia. Ao assumir a coroa de Inglaterra tornou-se anglicano.
A rainha Isabel I impusera aos seus súditos um juramento — Oath of Allegiance — em que se afirmava a sua absoluta supremacia temporal e espiritual. Em 1605, Jaime I altera o texto desse juramento, não negando expressamente ao Sumo Pontífice, ao então papa Paulo V, a qualidade de Vigário de Cristo em matéria espiritual, negando-se todavia a sua supremacia em assuntos temporais nos reinos cristãos e o direito de deposição dos monarcas heréticos. Para defender o novo texto de juramento, Jaime I mandou publicar uma Apologia, que foi dada à estampa em 14 de fevereiro de 1608. Por ordem do Papa, o cardeal Roberto Belarmino publicou uma refutação, sob o pseudónimo de Mateus Torti, que era um dos seus secretários. O rei Jaime I decide responder, mandando retocar a sua Apologia e juntar-lhe um longo prefácio — Prefácio monitório (1609). Desta vez, o livro trazia a identificação do seu autor, o rei Jaime I. O cardeal Belarmino respondeu no ano seguinte, também com o próprio nome, mas o Papa resolve sondar Francisco Suárez, S. J., professor na Universidade de Coimbra, que três anos depois publica um extenso livro: Defensio fidei catholicae adversus anglicanae sectae errores…, Coimbra, 1613 ("Defesa da fé católica contra os erros da seita anglicana").
Para o rei inglês, a sua autoridade régia era de "direito divino", pretendendo ter sido eleito pessoalmente por Deus para governar o seu povo. A sua realeza era absoluta, independente de qualquer poder ou autoridade da terra. O rei era assim uma espécie de lugar-tenente de Deus no seu reino, e só perante Deus teria que prestar contas do modo como exercera o seu poder.
A refutação de Suárez continha a doutrina católica, que se pode resumir do seguinte modo: o poder político dos reis não é recebido directamente de Deus; é o povo organizado em comunidade política que transmite o poder aos reis. O único poder que a Igreja Católica considera proveniente de Deus é o poder espiritual do Papa que, quando recebe as chaves de São Pedro, não considera que as receba da própria Igreja, mas de Cristo. A Igreja Católica, por meio dos cardeais eleitores, designa apenas a pessoa do sucessor de Pedro. No conceito católico, Cristo é quem lhe entrega o poder espiritual, não por um acto novo, mas em virtude do acto único em que as entregou a Pedro e a seus sucessores nas margens do lago de Tiberíades.
O livro de Francisco Suárez foi condenado e mandado queimar, tanto em Inglaterra como em França; em Inglaterra por ordem do Arcebispo de Cantuária; em França, por ordem do parlamento de Paris.
Mais tarde, com a Revolução Gloriosa, a Inglaterra foi a primeira a abandonar os princípios da doutrina do "direito divino dos reis" formulada pelo seu rei Jaime I, passando a colocar a autoridade do rei na dependência e sob o escrutínio de um parlamento (House of Commons), iniciando na Europa o período da chamada "moderna democracia representativa". A teoria do "direito divino dos reis" continuou, porém, a ter forte influência nas elites intelectuais e políticas de França até ao fim do "ancien régime". Em Portugal, os doutrinários regalistas adeptos do "direito divino dos reis", vieram também a ter decisiva influência no tempo do marquês de Pombal, quando os jesuítas foram expulsos.
O direito divino do monarca contradizia a doutrina da Igreja Católica — mesmo quando era defendido por príncipes como o Luís XIV, o Rei-Sol, ou por primeiros-ministros como o marquês de Pombal — porque negava o papel daquela Igreja como intermediária espiritual entre o homem comum e Deus, conferindo esse atributo ao monarca. No protestantismo, o principal traço dos reis é o de se considerarem vigários (ou representantes, em inglês deputy) de Deus na Terra.
No final do século XIX, J. N. Figgis popularizou o conceito aplicando-o a respeito de todo o ancien régime através de um livro intitulado The divine right of kings (O direito divino dos reis, 1896), confundindo mais do que esclarecendo.